# Sara Labidi
Sara Labidi (Roma, 28 gennaio 1998) è una doppiatrice italiana.

## Biografia
Inizia il suo lavoro a 7 anni, prestando la voce a Madison Pettis in Cambio di gioco, per proseguire come doppiatrice di cartoni animati, serie televisive e film. Nel 2007 doppia la protagonista Tiffany nella versione italiana del film di animazione Tiffany e i tre briganti di Hayo Freitag e due anni più tardi, a 11 anni, recita come attrice il ruolo di Penelope nel film drammatico Scontro di civiltà per un ascensore a Piazza Vittorio. Insieme a Luca Baldini, Leonardo Caneva, Greta Castagna, Giulia Tesei, Ruggero Valli ed altri riceve il riconoscimento riservato ai giovani doppiatori al Gran Premio Internazionale del doppiaggio di Roma 2010.
Nel 2011 entra nel cast di doppiaggio della serie Il Trono di Spade doppiando Maisie Williams nel ruolo di Arya Stark.
È la protagonista Anna nel film d'animazione giapponese Quando c'era Marnie del 2014, diretto da Hiromasa Yonebayashi..
Nel 2016 presta la sua voce a Chloe in Paradise Beach - Dentro l'incubo ed un anno dopo dà voce al personaggio di Mary Smith nella versione italiana di Mary e il fiore della strega, per la regia di Hiromasa Yonebayashi, distribuito nelle sale italiane nel 2018.
Per la sua interpretazione di Anna Shirley Cuthbert (in Chiamatemi Anna) viene candidata per l'assegnazione della Targa Astori alla XIX edizione del Festival nazionale del doppiaggio Voci nell'Ombra 2018 come voce emergente.
Nel 2019 viene scelta come nuova voce italiana di Lucy van Pelt dei Peanuts, sostituendo Chiara Fabiano.

## Doppiaggio

### Cinema
- Angourie Rice in The Nice Guys, L'inganno, Ladies in Black, Mean Girls
- Bailee Madison in Brothers, Non avere paura del buio, Polo Nord: Il potere magico del Natale
- Annalise Basso in Oculus - Il riflesso del male, Ouija - L'origine del male, Captain Fantastic
- Emily Alyn Lind in Replicas, Doctor Sleep, Ghostbusters - Minaccia glaciale
- Meganne Young in The Kissing Booth, The Kissing Booth 2, The Kissing Booth 3
- Emilia Jones in La casa delle bambole - Ghostland, CODA - I segni del cuore
- Maisie Williams in Mary Shelley - Un amore immortale, The New Mutants
- Jasmin Savoy Brown in Scream, Scream VI
- Thomasin McKenzie in Lost Girls, Ultima notte a Soho
- Ella- Rae Smith in  L'uomo sul treno - The Commuter, Into the Deep
- Yara Shahidi in Immagina che, Peter Pan & Wendy
- Maude Apatow in Questi sono i 40, Funny People
- Kiernan Shipka in The Silence, Totally Killer
- Morgan Turner in Jumanji - Benvenuti nella giungla, Jumanji: The Next Level
- Cherine Ghemri in Vita nella banlieue, Vita nella banlieue 2
- Elli Rhiannon Müller Osborne in Royalteen - L'erede, Royalteen: La principessa Margrethe
- Iman Vellani in The Marvels
- Chloë Grace Moretz in Comic Movie
- Joey King in Sotto assedio - White House Down
- Mackenzie Foy ne L'evocazione - The Conjuring
- Madison Pettis in Cambio di gioco
- Maria Bakalova in Borat - Seguito di film cinema
- Morgan Lily in 2012
- Megan Charpentier ne La madre
- Natasha Calis in The Possession
- Peyton List ne L'apprendista stregone
- Emyri Crutchfield in Come ti rovino le vacanze
- Emma Fuhrmann in Insieme per forza
- Lily Mo Sheen in Stanno tutti bene - Everybody's Fine
- Sedona Legge in Paradise Beach - Dentro l'incubo
- Kelly Gould in The Rebound - Ricomincio dall'amore
- Olivia Crocicchia in Accidental Love
- Nakia Pires in Ragazzi miei
- Emily e Allison Seymour in The Women
- Willow Smith in Io sono leggenda
- Alice Gautier ne Il padre dei miei figli
- Juno Temple in Mr. Nobody
- Isabella Amara in Spider-Man: Homecoming
- Ruby O. Fee in Womb
- Gracie Bednarczyk in Grace Is Gone
- Mélusine Mayance in La chiave di Sara
- Thylane Blondeau in Belle & Sebastien - L'avventura continua
- Ilona Bachelier ne La guerra dei bottoni
- Iris Almeida in Bed Time
- Tehilla Blad in Beyond
- Waad Mohammed in La bicicletta verde
- Hanaa Bouchaib in Biutiful
- Aurora Bach Rodal in Il primo amore di Anne
- Martha Sofie Wallstrøm Hansen in La comune
- Diya Mariwan in Bekas
- Suzu Hirose in Little Sister
- Rowan Blanchard in Nelle pieghe del tempo
- Clara Rugaard in I Am Mother
- Priya Blackburn in Bohemian Rhapsody
- Halle Bailey in La sirenetta
- Kasumi Arimura in Rurouni Kenshin: The Beginning
- Aryana Engineer in Resident Evil: Retribution
- Addison Rae in Thanksgiving
- Choi Sung-eun in My Name Is Loh Kiwan
- Tiffany Wong in Cinque appuntamenti al buio
- Camille Etienne in Nice Girls
- Reina Hardesty in It's What's Inside
- Madeleine Gardella in Megalopolis
- Madison Bailey in Time Cut
- Ella Hunt in Saturday Night
- I-young Yoo in Until Dawn - Fino all'alba [9]
- Abigail Cowen ne L'esorcismo di Emma Schmidt - The Ritual
- Anna Lore in Final Destination Bloodlines
- Maitreyi Ramakrishnan in Quel pazzo venerdì, sempre più pazzo

### Televisione
- Peyton List in Jessie, Summer Camp, The Swap, Austin & Ally, K.C. Agente Segreto, Law & Order: Unità Vittime Speciali
- Maisie Williams ne Il Trono di Spade, Doctor Who, Two Weeks to Live, Pistol
- Amybeth McNulty in Chiamatemi Anna, Stranger Things
- Rowan Blanchard in Girl Meets World, Mia sorella è invisibile
- Hafsanur Sancaktutan in If You Love, La notte nel cuore
- Storm Reid in Euphoria, The Last of Us
- Yara Shahidi in Black-ish, Grown-ish
- Ariel Martin in Zombies 2, Zombies 3
- Bailee Madison in C'era una volta
- Sydney Wade in Wolfblood - Sangue di lupo
- Pilar Pascual in GO! Vivi a modo tuo
- Camille Felton in Il segreto di Noèmie
- Emma Kenney in Shameless
- Darcy Rose Byrnes in Desperate Housewives
- Lale H. Mann in Grani di pepe
- Ciara Bravo in Big Time Rush
- Chelsea Clark in Ginny & Georgia
- Monse Finn e Sierra Capri in On My Block
- Maeve Tomalty, Jade Pettyjohn e Sedona Cohen in Henry Danger
- Carolina Kopelioff in Soy Luna
- Valentina González in Bia
- Paloma Gonzales Heredia in Incorreggibili
- Kira-Malou in School Hacks
- Mercedes Morris in Slasher
- Emma Bones in Ragnarok
- Izabela Vidovic e Lola Flanery in The 100
- Madison Bailey in Outer Banks
- Nicole Kang in Batwoman
- Nia Sioux in Beautiful
- İlayda Akdoğan in Bitter Sweet - Ingredienti d'amore
- Cassady McClincy in The Walking Dead
- Jordyn Aurora Aquino in Better Call Saul
- Precious Mustapha in Fate: The Winx Saga
- Melisa Şenolsun in The Gift
- Zoe Colletti in Fear the Walking Dead
- Madelyn Kientz in The Walking Dead: World Beyond
- Courtney Eaton in Yellowjackets
- Tyla Harris in For Life
- Doğa Özüm in Love Is in the Air
- Iman Vellani in Ms. Marvel
- Lisette Olivera in Il mistero dei Templari - La serie
- Claire in Watch ne Venne dal freddo
- Rhianna Jagpal in The Imperfects
- Celeste Loots in One Piece
- Emily John in Il re d'inverno - Artù, dal mito alla leggenda
- Cho Yi-hyun in Non siamo più vivi
- Sira-Anna Faal in Pauline
- Sky Katz in Surviving Summer - Un'estate travolgente[10]
- Nikko Austen Smith in Criminal Minds
- Ella Hunt in Dickinson
- Chloe Lea in Dune: Prophecy
- Akima in Cent'anni di solitudine
- Lalisa Manobal in The White Lotus

### Film d'animazione
- Asuka Soryu Langley nell'edizione Netflix di Neon Genesis Evangelion: Death & Rebirth e Neon Genesis Evangelion: The End of Evangelion
- Miana nell'edizione home video di Godzilla - Minaccia sulla città e Godzilla - Mangiapianeti
- Tiffany in Tiffany e i tre briganti
- Baby Gloria in Madagascar 2
- Penny da piccola in Bolt - Un eroe a quattro zampe
- Shelly da piccola ne Le avventure di Sammy
- Soru Komatsuzaka ne La collina dei papaveri
- Giulia in Dino e la macchina del tempo
- Carla in Rio 2 - Missione Amazzonia
- Anna Sasaki in Quando c'era Marnie
- Dory pre-adolescente in Alla ricerca di Dory
- Mary in Mary e il fiore della strega
- Camille Le Haut in Ballerina
- Nazuna Oikawa in Fireworks - Vanno visti di lato o dal basso?
- Layla e Kayla in La famiglia Addams
- Penny Flautina in Trolls World Tour
- Namaari da bambina in Raya e l'ultimo drago
- Maquia in Maquia - Decoriamo la mattina dell'addio con i fiori promessi
- Lucia Fex in Promare
- Priya Mangal in Red
- Mio Mizumori in Il castello invisibile
- Arkie in Arkie e la magia delle luci

### Cartoni animati
- Izzy in Jake e i pirati dell'Isola che non c'è
- Chiku in Babar e le avventure di Badou
- Lau Lau in Waybuloo
- Olivia nelle prime due stagioni di Giust'in tempo
- Fuli in The Lion Guard
- Amber in Sofia la principessa
- Cindy l'oritteropo in Surviving Sid
- Asuka Soryu Langley nell'edizione Netflix di Neon Genesis Evangelion
- Mina Monroe in Bunnicula
- Juno in Beastars
- Mary in Moonrise
- Miri in Disincanto
- Diane in Craig
- Artesia Som Deikun in Gundam - Origini
- Nui Harime in Kill la Kill
- Huang Pao-lin / Dragon Kid in Tiger & Bunny
- Didier Asino in Peppa Pig
- Kipo Oak in Kipo e l'era delle creature straordinarie
- Scricciola in Summer Camp Island - Il campeggio fantastico
- Lucy Van Pelt in Snoopy nello spazio, Le avventure di Snoopy, I classici Peanuts, In campeggio con Snoopy
- Maya Leibowitz-Jenkins in La famiglia Proud: più forte e orgogliosa
- Maru Mori in Blue Period
- Hoshiko Teshigawara e Ayami Sasaki in Komi Can't Communicate
- Übel in Frieren - Oltre la fine del viaggio

### Videogiochi
- Arya Stark in MultiVersus (2022)[11]
- Lunda in God of War Ragnarök (2022)[12]
- Lily in Stellar Blade (2024)[13]
- Rainy in Death Stranding 2: On the Beach (2025)[14]

## Filmografia
- Scontro di civiltà per un ascensore a Piazza Vittorio, regia di Isotta Toso (2010)
- Ecaep, regia di Fabiana Bruno e Veruska Rossi - cortometraggio (2022)

## Riconoscimenti
- Riconoscimento per i giovani doppiatori al Gran Premio Internazionale del doppiaggio di Roma, 2010[15]
- Candidatura per la Targa Astori come Voce emergente al Festival nazionale del doppiaggio Voci nell'ombra 2018[8]